# Diukowo (obwód wołogodzki)
Diukowo (ros. Дюково) – wieś w Rosji, w rejonie wołogodzkim obwodu wołogodzkiego. W 2010 r. liczyła 10 mieszkańców.